# Пачат
Пачат (мордовские блины; мокш. пачат) — традиционное кушанье мордовского народа. Пачат отличаются большим разнообразием: их готовят из пшеничной, пшённой, гречневой и гороховой муки, причём крайне редко из какой-либо одной. Также мордовские блины (а также блины всех финно-угорских народов) отличаются дополнительным содержанием какой-либо муки, отличной от пшеничной и большим количеством яиц. Поэтому в рецептах мордовских блинов пшеничную муку можно с успехом заменить гречневой или гороховой. В то же время пачат всегда очень толстые и пышные, так как готовятся на дрожжах.